# Brama Zielona
Brama Zielona Głównego Miasta (dawniej Brama Kogi, niem. Grünes Tor, kaszb. Zelonô Bróma) – prawdopodobnie najstarsza brama wodna Gdańska, wzmiankowana w 1357. Zabytek nr rej. 295 z 24 lutego 1967.
Brama Zielona to pierwszy w Gdańsku przykład manieryzmu niderlandzkiego, stylu, który nadał miastu charakterystyczne piękno.

## Historia

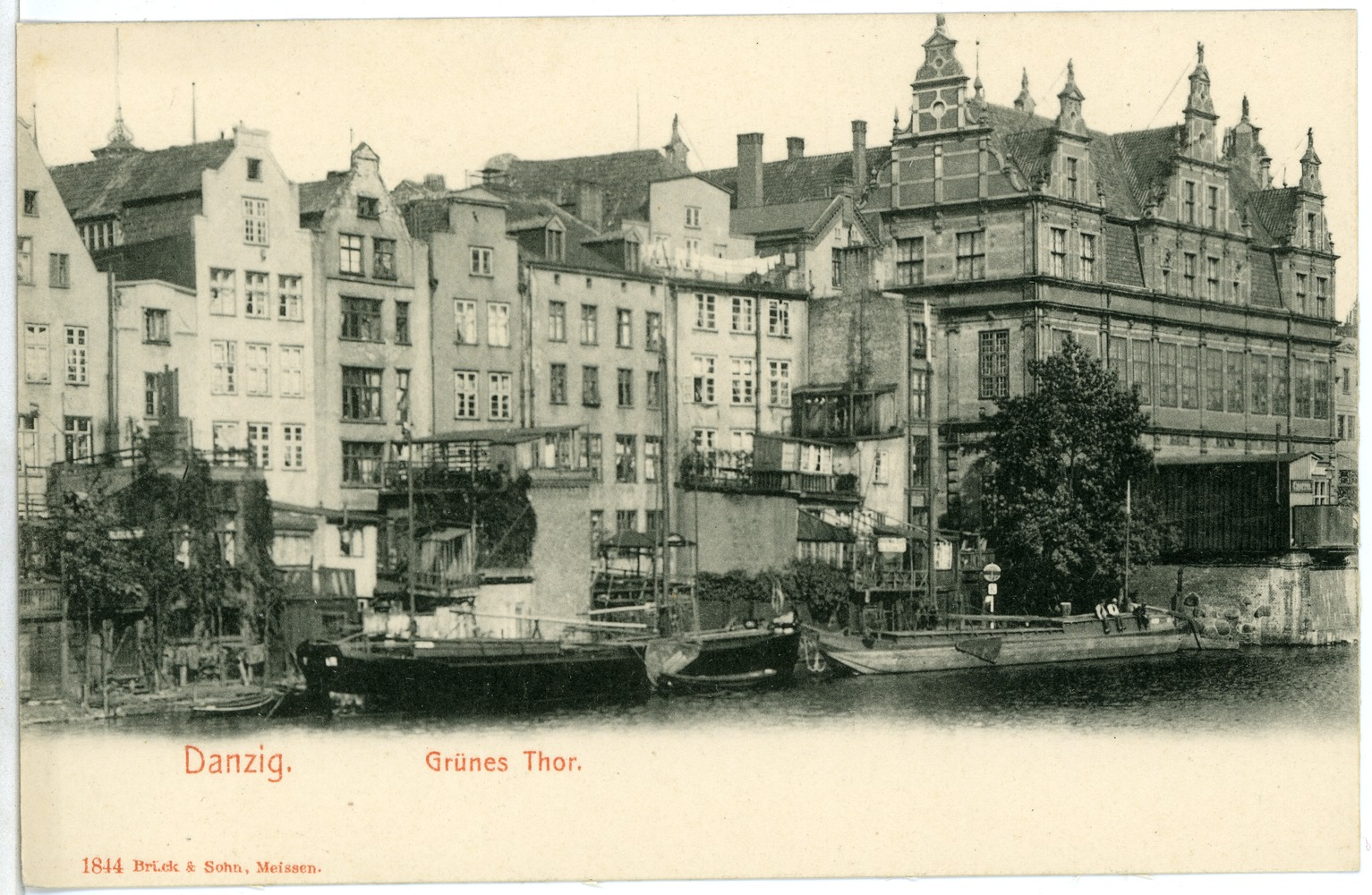
Brama na pocz. XX wieku

Została zbudowana w latach 1564–1568 przez Regniera z Amsterdamu i drezdeńczyka Hansa Kramera, jako gdańska rezydencja królów Polski.
Wraz z bramami Złotą i Wyżynną spinała ciąg ulicy Długiej i Długiego Targu, zwany Drogą Królewską. Dalej, poprzez Zielony Most, Bramę Stągiewną i Długie Ogrody (Brama Żuławska) prowadził trakt na Elbląg i Królewiec.
Mimo swego przeznaczenia, Brama Zielona nie gościła polskich królów. Zatrzymała się tu jedynie przejazdem przyszła żona Władysława IV, a później Jana Kazimierza, Maria Ludwika Gonzaga (11–20 lutego 1646). Mieściło się tutaj natomiast Towarzystwo Przyrodnicze, przeniesione wkrótce do Domu Przyrodników.
Do budowy bramy wykorzystano niespotykane dotąd w gdańskim budownictwie cegły o małych rozmiarach, nazwane holenderskimi z uwagi na to, że zostały sprowadzone jako balast w ładowniach statków z Amsterdamu.
Od 1880 do 1939 była siedzibą Zachodniopruskiego Muzeum Prowincjonalnego. Dzisiaj brama mieści oddział wystawienniczy Muzeum Narodowego w Gdańsku i Gdańską Galerię Fotografii. Organizowane są tu wystawy czasowe, różnego rodzaju spotkania, konferencje i pokazy. W jednym z pomieszczeń Zielonej Bramy w latach 1999–2015 znajdowało się biuro Prezydenta Lecha Wałęsy, przeniesione następnie do siedziby Europejskiego Centrum Solidarności.